# Pérignac (Charente)
Pérignac è un comune francese di 532 abitanti situato nel dipartimento della Charente, nella regione della Nuova Aquitania.

## Società

### Evoluzione demografica
Abitanti censiti